# Бернен
Бернен (фр. Bernin) насеље је и општина у источној Француској у региону Рона-Алпи, у департману Изер која припада префектури Гренобл.
По подацима из 2011. године у општини је живело 2.979 становника, а густина насељености је износила 388,4 становника/km². Општина се простире на површини од 7,67 km². Налази се на средњој надморској висини од 240 метара (максималној 1.200 m, а минималној 219 m).

## Демографија
| 1962. | 1968. | 1975. | 1982. | 1990. | 1999. | 2011. |
| ----- | ----- | ----- | ----- | ----- | ----- | ----- |
| 775   | 964   | 1.353 | 1.973 | 2.473 | 2.902 | 2.979 |

График промене броја становника у току последњих година